# بالاشهر
در بیشتر شهرهای جهان مناطق مرفه‌تر شهر در زبان عامه با اصطلاح بالاشهر نامیده می‌شوند. برای نمونه در کشورهای انگلیسی زبان به چنین بخشی از شهر uptown می‌گویند.
و به همین طریق مناطق کم‌برخوردارتر پایین‌شهر نام دارند. 
برای مثال در شهر تهران، منطقه الهیه بالاشهر، و شوش پایین شهر محسوب میشوند. 
در بعضی از مناطق همانند شبه جزیره اسکاندیناوی با رعایت عدالت توزیع ثروت و رفاه اجتماعی و نبود اختلاف طبقاتی شدید توسط دولت چیزی به اسم بالا شهر و پایین شهر وجود ندارد.